# John Cavendish

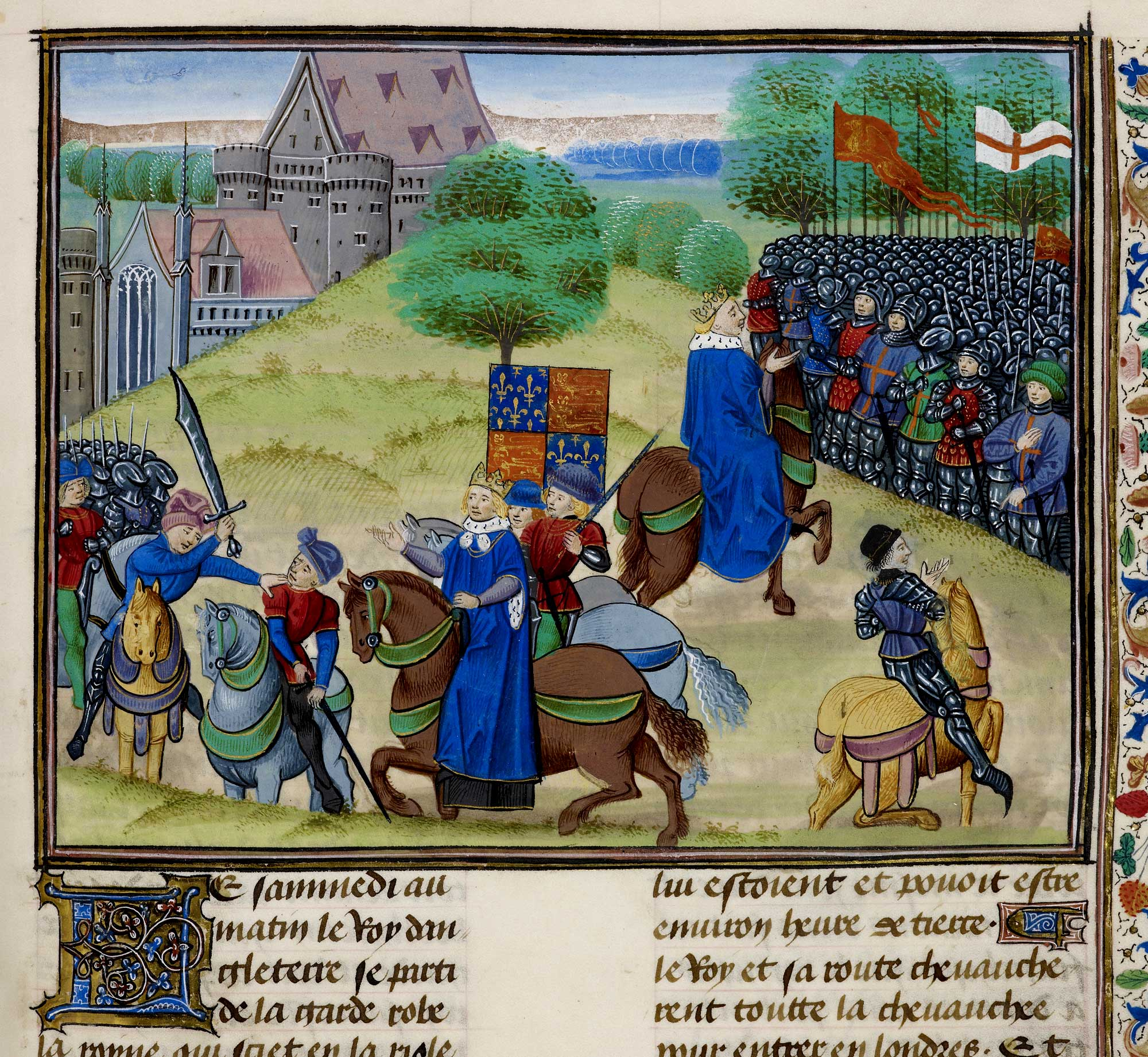
Morte de Wat Tyler. Da esquerda para a direita: Sir William Walworth, prefeito de Londres (empunhando a espada); Wat Tyler; Rei Ricardo II; e Sir John Cavendish, escudeiro do rei (carregando a lança). Crônicas de Froissart

Sir John Cavendish (c. 1346 — 15 de junho de 1381) foi um juiz de direito e político inglês de Cavendish, Suffolk. Ele e a aldeia deram o nome de Cavendish às famílias aristocráticas dos ducados de Devonshire, Newcastle e Portland.
Era descendente do normando Roberto de Guernon, que viveu durante o reinado de Henrique I e deu uma grande quantidade de propriedades à Abadia de Gloucester. O filho de Roberto, Rogério de Gernon, de Grimston Hall, em Trimley St Martin, Suffolk, casou-se com a herdeira de John Potton de Cavendish e obteve uma propriedade no senhorio e feudo de Cavendish. Em consequência, seus quatro filhos trocaram o nome do pai pelo nome da propriedade que cada um herdou. Até cerca de 1500, esta família era registrada como Gernon, "pseudônimo" de Cavendish.
Casou-se com Alice de Odingsells, tornou-se advogado e foi nomeado Juiz de Pedidos Comuns em 1371 e Chefe de Justiça do Banco do Rei em 1372.
Foi assassinado em 15 de junho de 1381 por rebeldes durante a revolta camponesa em Bury St Edmunds.